# Kilómetro 58
Kilómetro 58 är en ort i Mexiko.   Den ligger i kommunen Zaragoza och delstaten San Luis Potosí, i den centrala delen av landet, 300 km nordväst om huvudstaden Mexico City. Kilómetro 58 ligger 2 300 meter över havet och antalet invånare är 200.
Terrängen runt Kilómetro 58 är kuperad. Runt Kilómetro 58 är det glesbefolkat, med 20 invånare per kvadratkilometer. Närmaste större samhälle är Zaragoza, 13,5 km väster om Kilómetro 58. I omgivningarna runt Kilómetro 58 växer huvudsakligen savannskog.